# 郑庆华
郑庆华（1969年1月—），男，汉族，浙江嵊州人，博士，教授，中共党员，现任同济大学党委书记（副部长级）。主要从事人工智能领域的研究工作。入选中华人民共和国教育部2008年度“长江学者”特聘教授，2023年11月当选中国工程院院士，享受中国国务院政府特殊津贴。曾获得中国国家科技进步二等奖。

## 简历
1986年毕业于嵊县中学（今嵊州中学）。1990年毕业于西安交通大学计算机软件专业。1993年取得西安交通大学计算机系统结构专业硕士学位，后留校任教于计算机系。1997年取得西安交通大学系统工程专业博士学位。1998年7月，破格晋升副教授。2001年4月，破格晋升教授。
历任西安交通大学继续教育学院副院长，招生办公室主任，校长助理。2014年9月任西安交通大学党委常委、副校长。2021年12月任西安交通大学常务副校长。
2023年2月，任同济大学校长。2025年4月，转任同济大学党委书记。